# Anita Dolly Panek
Anita Dolly Panek z domu Haubenstock (ur. 1 września 1930 w Krakowie, zm. 27 marca 2024 w Krakowie) – brazylijska biochemiczka pochodzenia żydowskiego urodzona w Polsce.

## Życiorys
Wybuch II wojny światowej zastał ją podczas wakacji na Lazurowym Wybrzeżu we Francji. Na początku lat 40 XX w., jako nastolatka, wraz z rodziną wyemigrowała przez Hiszpanię do Brazylii uciekając przed Holokaustem. W latach 1942–1949 kształciła się w Bennett College w Rio de Janeiro. W 1954 r. uzyskała licencjat z chemii i tytuł doktora filozofii (Ph. D.) w 1962 r. Odbyła również w Londynie staż z mikrobiologii. Następnie rozwijała działalność akademicką jako profesor na Uniwersytecie Federalnym w Rio de Janeiro. W 1988 r. wykazała, że trehaloza endogenna chroni komórki przed uszkodzeniem wywołanym przez zamrażanie. Jest promotorem 50 magistrów i doktorantów i autorką 170 prac naukowych. W 1996 r., w Brazylii otrzymała Komandorski Order Zasługi Naukowej (Commander of the National Order of Scientific Merit).
W 2017 roku wróciła do Krakowa. Zmarła w 2024 w wieku 93 lat.

## Przynależność do organizacji
- Brazilian Academy of Sciences, Rio de Janeiro, Brazylia, 1986.
- Latin American Academy of Sciences, Caracas, Wenezuela, 1989.
- Third World Academy of Sciences, 1989.